# Animomyia morta
Animomyia morta là một loài bướm đêm trong họ Geometridae.